# Amalie Baisch
Pour les articles homonymes, voir Baisch.
Amalie Baisch (née Marggraff, le 8 octobre 1859 à Munich, morte après 1902) est un écrivain allemand. Elle a également écrit sous le pseudonyme Ernesta.

## Biographie
Elle est la fille de Rudolf Marggraff, professeur de l'académie des beaux-arts de Munich. Elle devient professeur à Paris, est invitée dans les salons et voyage beaucoup.
Elle traite de ses expériences personnelles dans ses œuvres.
En 1885, elle épouse Otto Baisch qui vient d'être nommé rédacteur en chef du journal illustré Über Land und Meer, à Stuttgart. Après la mort de son mari en 1892, Amalie Baisch s'installe à Munich et en 1900 à Bayreuth.

## Œuvres
- 1890: Aus der Töchterschule ins Leben. Ein allseitiger Berater für Deutschlands Jungfrauen (De l'école des filles dans la vie. Une conseillère pour les demoiselles allemandes). Édition numérique en allemand
- 1892: Die kleine Feuerwehr (Le petit pompier)
- 1893: Der Mutter Tagebuch. Aufzeichngen über die ersten Lebensjahre ihres Kindes (Le livre de la mère au quotidien. Notes sur les premières années de son enfant.)
- 1893: Ins eigene Heim. Ein Buch für erwachsene Mädchen und junge Frauen (À la maison. Un livre pour les filles adultes et les jeunes femmes)
- 1902: Das junge Mädchen auf eigenen Füßen. Ein Führer durch das weibliche Berufsleben (La jeune fille indépendante. Un guide sur la vie professionnelle féminine)
- 1909: Hilde Stirner. Eine Jungmädchenerzählung (Hilde Stirner, confessions d'une jeune fille)